# Dogville
Dogville es una película de 2003 dirigida por Lars von Trier y protagonizada por Nicole Kidman, Lauren Bacall, Chloë Sevigny, Paul Bettany, Stellan Skarsgård, Udo Kier, Ben Gazzara  y James Caan. Es una parábola que cuenta la historia de Grace Mulligan (Kidman), una mujer que se esconde de los gánsteres y que llega a una pequeña ciudad de montaña llamada Dogville, Colorado, en la que los vecinos le ofrecerán refugio a cambio de trabajos físicos. Ella tiene que ganarse la aceptación de cada habitante de la ciudad para que le permitan quedarse, cualquier intento de hacer las cosas a su manera o de poner límites a su servicio es un riesgo que la puede conducir de vuelta a las manos de los criminales que la persiguen. Aunque ella no tiene poder su estancia allí cambia las vidas de la gente local y la ciudad, pero todo cambia cuando se revela quién es realmente de quien escapaba Grace y Dogville podría arrepentirse de haberla tratado como lo hicieron.
Es la primera película de la trilogía Estados Unidos: tierra de oportunidades, compuesta por Manderlay de 2005 y Wasington, aún por realizar. La cinta compitió en la sección oficial del Festival de Cannes de 2003.
La duración es de 177 minutos. Existe una versión más reducida que dura 132 minutos y que fue la que se estrenó en la mayoría de salas.

## Sinopsis
La película se desarrolla en un pueblo llamado Dogville en Colorado, Estados Unidos, durante los años de la Gran Depresión. Allí va a parar Grace (Nicole Kidman), una bella mujer de naturaleza bondadosa, que huye de una forma de vida que le parece perversa. Además, se da la circunstancia de que Grace es perseguida por la 'justicia'. Tom Edison (Paul Bettany), un joven escritor fracasado con aspiraciones de filósofo, encuentra a Grace y le propone que se esconda en el pueblo. Convence al resto de vecinos con una retórica moralista, y les brinda la oportunidad de deshacerse de Grace en dos semanas si alguno de ellos no acepta la nueva situación. Éste será el punto de inflexión al principio de la película y del cual dependerá el destino de todos sus habitantes. Dogville va retratando a cada uno de sus habitantes y su relación con la recién llegada.
Los acontecimientos se dividen en nueve capítulos que narran las vivencias de Grace con el resto de los vecinos (apenas dos decenas de habitantes) y un prólogo con una descripción de una frase en cada capítulo. Se muestra cómo la protagonista trata de ganarse la confianza de cada uno ayudándolos en sus quehaceres diarios, servicios que en principio no son necesarios, pero a los que poco a poco todos accederán. De cómo estos temerosos habitantes la aceptarán y la encubrirán, aun cuando el pueblo es vigilado por la policía. Grace será feliz en esos días, ha encontrado un sitio en la comunidad y el amor florece entre ella y Tom. De cómo la relación en principio cordial y amistosa con el pueblo se vuelve cada vez más tensa y surrealista. Sus habitantes, en apariencia humildes y de buen corazón, exigen una compensación mayor por el peligro que corren al cobijar a una fugitiva.
Grace será el referente simbólico que transmita los valores de la humildad durante la película. Por otro lado, la gente del pueblo abusará de ella hasta límites insospechados, lo cual supondrá que la película refleje valores humanos de honradez violados y humillados, algo que finalmente tendrá que pagar el pueblo duramente. La determinación que toma Grace dejará al espectador el libre pensamiento sobre si la decisión ha sido acertada o demasiado estricta.

## Argumento
Dogville es un pequeño pueblo estadounidense, cerca de una mina de plata abandonada en las Montañas Rocosas, con una carretera como única vía de acceso al pueblo. La película comienza con un prólogo en el cual se nos presenta la vida de 15 ciudadanos que viven allí. Ellos son retratados como encantadoras personas con pequeñas imperfecciones cotidianas.
La ciudad es vista desde el punto de vista de Tom Edison Jr., un aspirante a escritor que intenta conseguir que sus vecinos tengan capacidad moral, ya que Tom quiere suceder a su «viejo» padre, como líder moral y espiritual de la ciudad.

### Capítulo 1
En el cual Tom oye tiros y conoce a Grace.
Es Tom quien primero conoce a Grace Mulligan, quien está escapando de los gánsteres, a quien creemos que van dirigidos los tiros. Grace, una guapa pero modesta mujer, quiere seguir huyendo, pero Tom le asegura que más delante de las montañas es difícil pasar. Mientras ellos hablan, los gánsteres se aproximan a la ciudad y Tom rápidamente esconde a Grace en la mina cercana. Uno de los gánster pregunta a Tom si él ha visto a la mujer, lo que él niega, y estos le ofrecen una recompensa y una tarjeta con un número de teléfono para llamar en caso de que Grace aparezca. Tom decide usar a Grace como una ilustración en su siguiente reunión, una manera para que la gente del pueblo demuestre que efectivamente están comprometidos con los valores de la comunidad y están dispuestos a ayudar al desconocido. Ellos siguen siendo escépticos, así que Tom propone que a Grace que debe demostrar que ella es una buena persona. Grace es aceptada durante dos semanas en las cuales, Tom le explica cómo tiene que convencer a la gente del pueblo.

### Capítulo 2
En el que Grace sigue el plan de Tom y se involucra hacia el trabajo físico.
Debido a la sugerencia de Tom, Grace se ofrece a hacer tareas para los ciudadanos, charlando con el ciego y solitario Jack McKay, ayudando a llevar una pequeña tienda, cuidando de los niños de Chuck y Vera, entre otras tareas. Después de alguna reticencia inicial, la gente acepta la ayuda de Grace aunque nadie realmente la necesita. Sin embargo, les hará la vida más fácil, y así ella llega a ser una parte de la comunidad

### Capítulo 3
En el que Grace consiente una turbia pieza de provocación.
En el acuerdo tácito, se espera que ella continúe con sus tareas, las cuales ella hace gustosamente,  y se le paga pequeñas cantidades a cambio. Grace comienza a hacer amigos, incluyendo a Jack, quien finge no estar ciego. Grace lo engaña admitiendo que él está ciego ganándose su respeto. Después de dos semanas, todo el mundo vota que se le debería dejar quedarse allí.

### Capítulo 4
Tiempos felices en Dogville.
Las cosas van suavemente en Dogville hasta que la policía llega para colocar un póster de «Desaparecida» con la imagen y el nombre de Grace. La opinión se tuerce ligeramente y la gente de la ciudad está dividida en si deberían o no cooperar con la policía.

### Capítulo 5
4 de julio después de todo.
Las cosas continúan como siempre hasta las celebraciones del 4 de julio. Después de que Tom admitiera su amor hacia Grace y que la ciudad entera expresara su acuerdo en el cual exponen que Dogville ha llegado a ser una ciudad mejor gracias a ella, la policía llega de nuevo para cambiar el cartel de «se busca» por un póster en el que explican que Grace ahora es buscada por la policía por la participación en el robo de un banco. Todo el mundo está de acuerdo en que ella debe ser inocente porque cuando el robo tuvo lugar, ella estaba haciendo sus tareas para la gente del pueblo. Sin embargo, Tom no está de acuerdo, ya que supone un incremento del riesgo para la ciudad, ahora que ellos están dando cobijo a alguien que está siendo buscada por la policía como criminal. A Grace se le debería realizar un escarmiento y obligarla a hacer más tareas para la gente del pueblo por menos dinero. En este punto, lo que previamente fue un acuerdo voluntario se vuelve una coacción, ya que Grace está algo incómoda con la idea. Aun estando dispuesta y queriendo complacer a Tom, Grace acepta.

### Capítulo 6
Dogville enseña los dientes.
En este momento la situación degenera: Grace es sobrecargada de trabajo y empieza a cometer algunos errores, por lo que los ciudadanos están cada vez más irritados y se desquitan con ella. La situación se intensifica lentamente, entre los hombres que le realizan propuestas sexuales y las mujeres, que se vuelven más opresivas y violentas. También los niños son perversos. Jason, el hijo de Chuck Vera, le pregunta a Grace si puede pegarle, y la convence desesperándola con sus provocaciones (en este punto Von Trier enseña cómo Grace se encuentra sin una posición social de relieve y ésta, por lo tanto, sucumbe a la manipulación por parte de los otros). Además, es abusada por adultos.

### Capítulo 7
Grace finalmente está harta de Dogville y conspira para dejar la ciudad.
Después de que Tom le propone ayuda para huir de la ciudad, Vera la acusa de haberle pegado a su hijo y de haber seducido a su marido.  Por lo tanto, quiere castigarla y humillarla públicamente, Grace apela al hecho de haberles enseñado a sus niños la filosofía estoica, pero Vera tampoco está de acuerdo con Grace. Grace sabe que debería escapar, por lo que convence al camionero Ben para llevarla fuera de la ciudad con su camión de manzanas. Durante el viaje, él abusa sexualmente de ella y acaba reconduciéndola a Dogville.  La ciudad está de acuerdo en no permitir que ella vuelva a escapar. La cifra pagada por Grace para salir de la ciudad es robada por Tom. Pero cuando Grace es inculpada por el robo; Tom se niega a admitir su culpa ya que cree que es la única manera para ayudar a Grace sin que los ciudadanos sospechen.  Luego, Grace vuelve a ser una esclava. Es secuestrada y abusada gratuitamente por los ciudadanos.

### Capítulo 8
Tom admite la verdad y se va.
Eso ocurre en una reunión por la tarde noche en la que Grace, sugestionada por Tom, cuenta todo lo que debió soportar.  Incómodos y huraños, los habitantes deciden deshacerse de ella.  Tom va a informarle, y ella confía en él, dándose cuenta de que la situación es inamovible. Tom acaba llamando personalmente al Gánster para devolverle a Grace.

### Capítulo 9
Dogville recibe la visita esperada y la película acaba.
Cuando los gánsteres llegan son acogidos cordialmente por Tom y de repente también por los ciudadanos.  Grace es liberada por los pelagatos indignados y ahora se descubre quién es ella realmente: la hija de un potente gánster del que ella escapó porque no quiso participar en su sucio trabajo. Su padre la conduce dentro del Cadillac y discute con ella sobre cuestiones morales.  Después de este momento de introspección, Grace concluye que los crímenes de Dogville no pueden ser perdonados.  Tom, que está de acuerdo con la amenaza de los gánsteres, siente remordimiento, pero pronto racionaliza sus acciones. Grace vuelve tristemente en el coche del padre, y acepta la ayuda para destruir la ciudad. La ciudad es destruida y los ciudadanos asesinados, excepto Tom, a quien Grace ejecuta personalmente. Después de la matanza un gánster siente ladridos que provienen de una casa: es el perro Moses. Uno de ellos está a punto de matarlo cuando Grace lo detiene diciendo: «Solo está enfadado porque una vez le robé el hueso».

## Reparto
- John Hurt como Narrator.
- Nicole Kidman como Grace Margaret Mulligan.
- Lauren Bacall como Ma Ginger.
- Chloë Sevigny como Liz Henson.
- Paul Bettany como Tom Edison, Jr.
- Stellan Skarsgård como Chuck.
- Udo Kier como The Man in the Coat.
- Ben Gazzara como Jack McKay.
- James Caan como The Big Man.
- Patricia Clarkson como Vera.
- Shauna Shim como June.
- Jeremy Davies como Bill.
- Philip Baker Hall como Tom Edison, Sr.
- Blair Brown como Mrs. Henson
- Željko Ivanek como Ben.
- Harriet Andersson como Gloria.
- Siobhan Fallon Hogan como Martha.
- Cleo King como Olivia.
- Miles Purinton como Jason.

## Premios
Medallas del Círculo de Escritores Cinematográficos
| Año  | Categoría                 | Resultado |
| ---- | ------------------------- | --------- |
| 2003 | Mejor película extranjera | Ganadora  |